# Josip Jozo Sopta
Dr. fra Josip (Jozo) Sopta (Njive-Rasno, Široki Brijeg, 3. prosinca 1952.), hrvatski je svećenik, teolog i povjesničar.

## Životopis
Osnovnu školu polazi od 1959. do 1963., na Dužicama. Peti razred pohađa u Grudama, a ostala tri razreda osmogodišnje škole na Kočerinu. U Sjemenište na Poljudu u Splitu odlazi 1967. 
U Franjevačku provinciju sv. Jeronima sa sjedištem u Zadru stupio je nakon sjemeništa u Splitu 1971. Na sveučilištu u Freiburgu (Njemačka) postigao je doktorat iz teologije. Od 1987. do 2006. živio je i radio u samostanu Male braće u Dubrovniku. Svećeničku službu do sada je obavljao u Rijeci, Freiburgu, Dubrovniku i Zadru, gdje je od 2006. zadarski provincijal u župi sv. Jeronima. Bio je župnik župe Velike Gospe, Rožat sve do kolovoza 2022. kada je postao gvardijanom Franjevačkog samostana Male braće u Dubrovniku.

## Djela
Objavio je brojne radove iz povijesti Crkve i Franjevačkog reda u više časopisa i zbornika. 
- Franjevački samostan Mala braća – U ratu 1991. – 1992. (Dubrovnik, 1992.),
- Daksa – povijest franjevačkog samostana (Dubrovnik, 1998.),
- Pod zaštitom svetoga Jeronima (Dubrovnik, 1999.),
- Znali su zašto umiru (Zadar, 1999.),
- Rasno – Dužice – župa Rasno (Široki Brijeg, 1999.),
- Samostan Male braće Dubrovnik (Zagreb, 2004.),
- Spisi Franjevačke provincije u Dubrovniku – analitički inventar (Dubrovnik, 2006.),
- Nekrologij Provincije sv. Jeronima u Dalmaciji i Istri (Dubrovnik, 2006.),
- Milost susreta (Zadar, 2010.),
- Franjevačka gimnazija na Poljudu 1963. – 1974. (Dubrovnik, 2015.),
- Fra Blago (Mostar – Široki Brijeg, 2020.),
- Martin Rusić i njegov ep o slavnom narodu (Dubrovnik, 2022.).